# Roberto Suárez Álvarez
Roberto Suárez (Grado, Astúries, 7 d'abril de 1974) és un futbolista asturià, ja retirat, que ocupava la posició de migcampista. Ocasionalment, ha desenvolupat tasques de comentarista esportiu. Va jugar 138 partits a primera divisió, marcant un gol.

## Trajectòria esportiva
Suárez va iniciar-se al planter del Reial Madrid, però no va passar del tercer equip. El 1993, s'incorpora a la disciplina del Reial Oviedo, on després d'uns partits amb el filial de Segona B, debuta a primera divisió. Eixa temporada, la 93/94, Suárez ja jugarà fins a 29 partits de lliga. Al Carlos Tartiere va ser titular tres anys, però la seua aportació va caure la temporada 96/97, i a la següent, tan sols disputà un partit. Per això, al mercat d'hivern marxa al Llevant UE, que baixa a Segona B.
La temporada 98/99, fitxa pel CD Toledo, on recupera la titularitat. A Castella-La Manxa hi roman dues campanyes, quan el seu equip baixa a Segona B. Passa a la UE Lleida, on viu un tercer descens de categoria. Acompanya un any a l'equip català a la categoria de bronze, i a la 2002/2003 juga amb el Cadis CF, on és peça decisiva en l'ascens cadista a Segona Divisió.
Al quadre andalús, Suárez recupera el seu millor nivell des de l'Oviedo. Amb només dues campanyes a Segona, el Cadis viu un nou ascens a la màxima divisió. La 2005/2006 suposa el retorn dels grocs i del mateix Suárez a Primera, però és efímer i baixen eixe mateix any. Suárez llavors deixa el club i passa al Racing Club Portuense, de Segona B, on roman dos anys abans de penjar les botes el 2008.